# Santa Maria in Palmis-templom
A Santa Maria in Palmis-templom (olaszul: Chiesa di Santa Maria in Palmis, illetve: Chiesa del Domine Quo Vadis?) egy kis templom Róma délkeleti részén, A Via Appia Antica és a Via Ardeatina elágazásánál, körülbelül 800 méterre délre a Porta San Sebastianótól. A templom ma a Szent-Mihály Arkangyal Kongregáció tulajdonában van.

## Története
A templom a legenda szerint azon a helyen épült, ahol az apokrif Péter apostol cselekedetei elmondása szerint a Rómából menekülő Péter apostol Jézussal találkozott és megkérdezte, hogy hová megy; (Domine, quo vadis - Uram, hová mész?). Krisztus erre az felelte  „Eo Romam iterum crucifigi“ (Rómába megyek, hogy újra keresztre feszítsenek). Erre Péter megszégyenülten visszatért Rómába, és mártírhalált halt.
Római hagyomány szerint a Via Appián ez volt az a pont, ameddig a Második pun háborúban Hannibál katonái eljutottak.

## Az épület
Az egyhajós templom eredetileg a  9. században épült és 1637-ben Francesco Barberini megbízásából teljesen átalakították. A főbejárat közelében található annak a kőnek a másolata (eredeti a San Sebastiano alle Catacombeben), amely a legenda szerint Krisztus lábnyomát hordozza. Valószínűleg azonban egy ókori hálaadományról lehet szó, amelyet a hazatérés ismeretlen istenének adományoztak egy láblenyomat formájában egy az ókorban a közelben található templomban.[2]

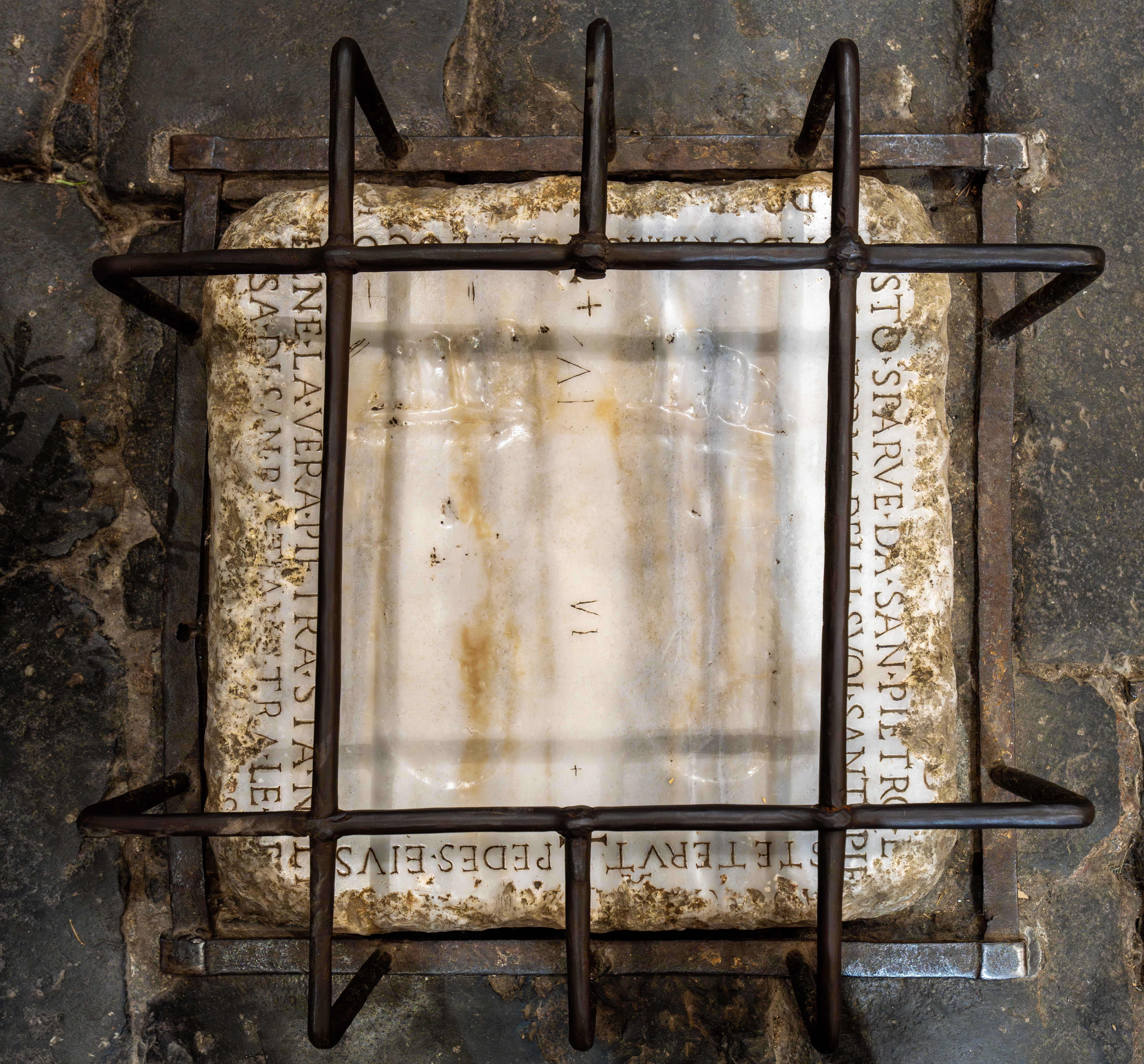
Jézus lábnyoma

A templomban emléket állítottak a lengyel Henryk Sienkiewicz írónak, a Quo vadis című regény  szerzőjének.

## Külső hivatkozások
- Halsey, F. R. (1898-02-05). "Historians of Nero's Time". New York Times: pp. BR95. http://query.nytimes.com/mem/archive-free/pdf?res=9506E7D61039E433A25756C0A9649C94699ED7CF. Hozzáférés ideje: 2009-01-02.
- http://www.casttv.com/video/f987ap1/the-many-faces-of-ursus-ed-fury-dan-vadis-alan-steel-video Archiválva 2012. február 23-i dátummal a Wayback Machine-ben